# Lisa Loring
Lisa Loring (nacida Lisa Ann DeCinces; Kwajalein, Islas Marshall, 16 de febrero de 1958-Burbank, California, 28 de enero de 2023) fue una actriz estadounidense. Se le conoció por haber trabajado en la serie de televisión The Addams Family entre 1964 y 1966, interpretando el papel de Wednesday Friday Addams (Miércoles Addams en España, Merlina Addams en Latinoamérica), era la última sobreviviente (además de John Astin) del elenco de The Addams en permanecer con vida. 
También fue miembro del elenco de la telenovela As the World Turns, de 1981 a 1983. 
Estuvo casada brevemente con el actor pornográfico Jerry Butler. Su segundo marido fue el actor Doug Stevenson.[cita requerida]
A partir de 2002, Lisa Loring trabajó en relaciones públicas para una cadena hotelera y de turismo de los Estados Unidos para asistir a convenciones, donde firmaba autógrafos y se reunía con los seguidores de la familia Addams.[cita requerida]

## Vida y carrera
Loring nació en el atolón Kwajalein, Islas Marshall, un territorio en fideicomiso de las Naciones Unidas en ese momento, que había sido administrado por los Estados Unidos. Sus padres sirvieron en la Marina de los Estados Unidos y se divorciaron poco después de su nacimiento. Creció en Hawái y luego se mudó a Los Ángeles con su madre. Comenzó a modelar a los tres años y apareció en un episodio de Dr. Kildare, que se emitió en 1964. Su madre murió de alcoholismo en 1974 a los treinta y cuatro años.
Fue conocida por su papel de Wednesday Addams en la comedia The Addams Family (1964-1966). Ella fue uno de los miembros del elenco principal más longevos. En 1966, se unió al elenco de la comedia de ABC The Pruitts of Southampton. De 1980 a 1983, interpretó al personaje Cricket Montgomery en la telenovela de CBS As the World Turns. También apareció en tres películas slasher de clase B: Blood Frenzy (1987), Iced (1988) y Savage Harbor (1987).

## Fallecimiento
Loring murió el 28 de enero de 2023, a los 64 años, en el Providence Saint Joseph Medical Center, en Burbank, California. Le quitaron el soporte vital después de experimentar «un derrame cerebral masivo» cuatro días antes, originado por una hipertensión arterial en descontrol. Su muerte fue anunciada en una publicación de Facebook por su amiga cercana Laurie Jacobson.

## Filmografía
- Laying Down the Law (1992)
- Iced (1988)
- Savage Harbor (1987)
- Blood Frenzy (1987)
- Halloween with the New Addams Family (1977)
- The Pruitts of Southampton (1966)
- The Addams Family (1964-1966)